# Waterfall (cântec)
„Waterfall” este un cântec interpretat de Sopho Ghelovani și Nodiko Tatișvili, care va reprezenta Georgia la Concursul Muzical Eurovision 2013.